# 均豪精密工業
均豪精密工業（Gallant Precision Machining Co., Ltd, GPM），簡稱均豪、均豪精密, 精密機械設備集團。為全球最大LCD包裝設備商。

## 公司沿革
- 1978年：均豪精密成立，並自創GPM品牌 [4]。
- 1995年：公開發行股票。
- 1997年：成立蘇州均強機械有限公司。
- 1998年：於臺灣OTC上櫃 (股票代號：5443)[5]
- 2001年：成立均碩光電科技(股)公司。
- 2002年：合併華東半導體工業(股)公司。
- 2003年：成立均豪精密工業(蘇州)有限公司。
- 2006年：合併群錄自動化工業(股)公司。
- 2007年：總公司遷移至新竹科學園區。
- 2010年：成立均華精密工業(股)公司[6]。
- 2017年：子公司均華精密工業(股)公司興櫃掛牌 (股票代號：6640)[7]。

## 主要業務
- 智動化設備[8][9]
- 顯示器製程設備[10][11]
- 自動光學檢測設備等[12]

## 關係企業
- 均華精密工業股份有限公司[13]
- 均碩國際股份有限公司
- 均強機械(蘇州)有限公司
- 蘇州均菘商貿有限公司

## 外部連結
均豪精密工業官網 （页面存档备份，存于）
均華精密工業官網 （页面存档备份，存于）